# Universidad Nacional de Seúl
La Universidad Nacional de Seúl (acrónimo SNU, coreano 서울대학교, Seúl Daehakgyo, coloquialmente Seouldae) es una universidad de investigación nacional situada en Seúl, Corea del Sur.  Es la universidad más prestigiosa de Corea del Sur y una de las mejores de Asia y del mundo. Forma parte de la élite coreana de universidades SKY (Seoul National University, Korea University y Yonsei University). 
Fundada en 1946, la universidad ha servido de modelo para muchas universidades nacionales y privadas en el país. Hoy la universidad comprende dieciséis colegios y nueve colegios profesionales, con un cuerpo estudiantil de alrededor de 28 000. Cuenta con dos sedes en Seúl: el campus principal en Gwanak y el campus médico en Jongno. 
Según los datos recopilados por KEDI, la universidad gasta más en sus estudiantes per cápita que cualquier otra universidad en el país que se inscriba al menos 10 000.

## Historia

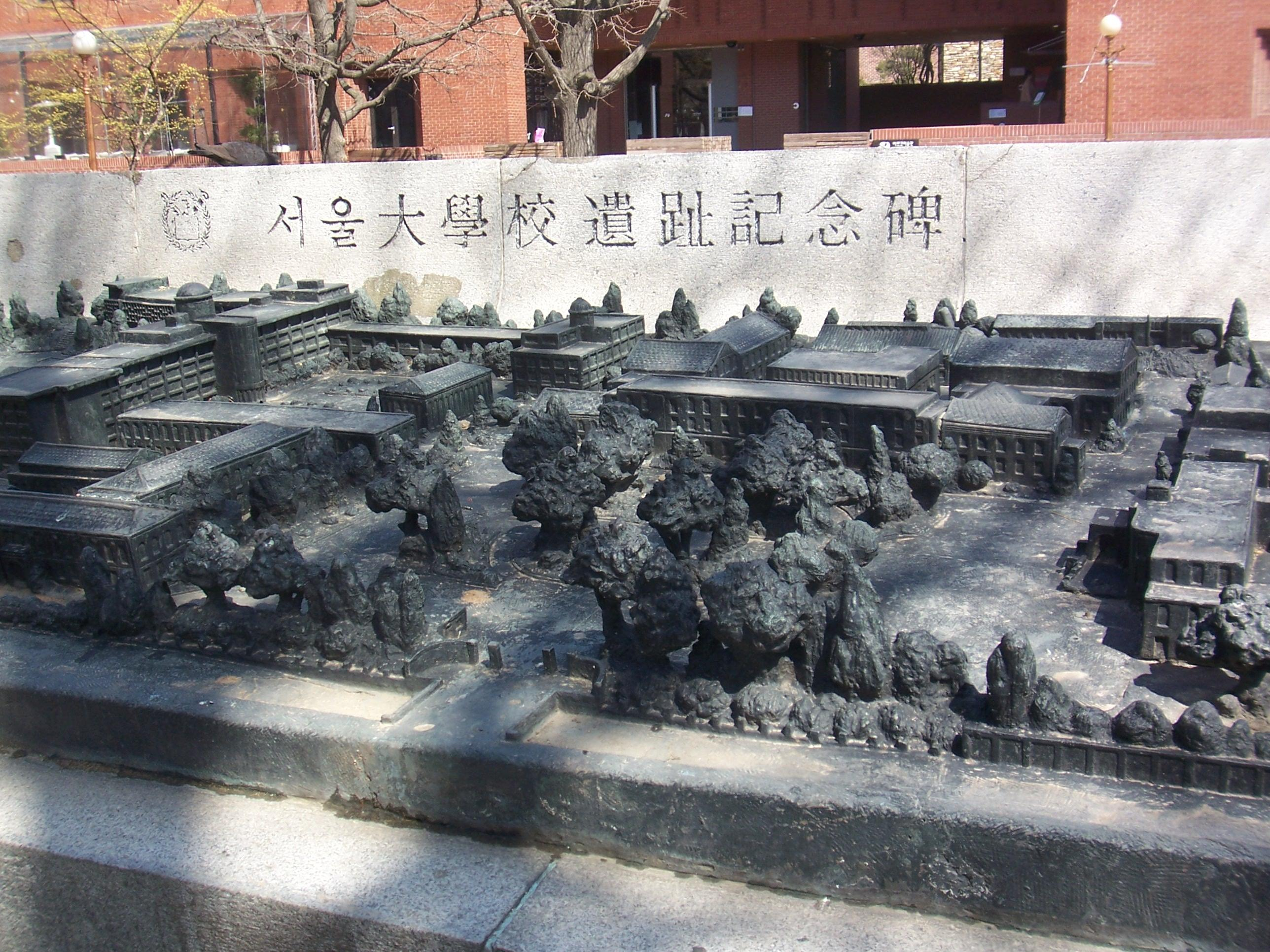
Modelo de bronce del campus anterior en Jongno

La Universidad Nacional de Seúl fue fundada el 22 de agosto de 1946 al unirse 10 escuelas que se encontraban en el área de Seúl.
Las escuelas que se unieron son:
- Universidad de Gyeongseong (경성대학교)
- Colegio de Leyes de Gyeongseong (경성법학전문학교)
- Colegio Industrial de Gyeongseong (경성공업전문학교)
- Colegio de Minería de Gyeongseong (경성광산전문학교)
- Colegio Médico de Gyeongseong (경성의학전문학교)
- Colegio de Agricultura de Suwon (수원농림전문학교)
- Colegio de Negocios de Gyeongseong (경성경제전문학교)
- Colegio de Odontología de Gyeongseong (경성치과의학전문학교)
- Colegio de Educación de Gyeongseong (경성사범학교)
- Colegio de Educación para mujeres de Gyeongseong (경성여자사범학교)

## Organización académica
La Universidad Nacional de Seúl es una universidad cuyo campus principal se encuentra en Seúl. La universidad mantiene un programa de intercambio universitario con el Instituto Harvard-Yenching, la Universidad de Stanford y la Universidad de Yale.
Los estudiantes de la Facultad de Derecho de la Universidad Nacional de Seúl y de la Harvard Law School pueden estudiar en la institución asociada de crédito.

Además, la universidad tiene un memorando de entendimiento con más de 700 instituciones académicas de 40 países, el Banco Mundial, y el primer programa de intercambio académico jamás general del país con la Universidad de Pensilvania.

La Escuela de Graduados de Negocios ofrece grados de dos de maestría con la Universidad de Duke, ESSEC, y la Universidad de Pekín, dobles grados en la Sloan School of Management del MIT y Yale School of Management, y programas de intercambio de candidatos de MBA, MS y doctorado con universidades de diez países de cuatro continentes. Internacional plantilla docente de la universidad es de 242 o 4% del total.

Premios Nobel Paul Crutzen, Thomas Sargent, y la Medalla Fields destinatario Hironaka Heisuke están en la lista de la facultad.

### Colegios
La Universidad Nacional de Seúl comprende dieciséis colegios.
| - Colegio de Humanidades - Colegio de Ciencias Sociales - Colegio de Administración de Empresas - Colegio de Educación - Colegio de Ecología Humana - Colegio de Ciencia naturales - Colegio de Agricultura - Colegio de Veterinaria | - Colegio de Farmacia - Colegio de Medicina - Colegio de Enfermería - Colegio de Ingenierías - Colegio de Bellas artes - Colegio de Música - Colegio de Artes Liberales |

### Escuelas de postgrado
Además, la Universidad Nacional de Seúl tiene una escuela de postgrado general y nueve escuelas de postgrado profesionales.
| - Escuela de Postgrado - Escuela de Postgrado de Administración de Empresas - Escuela de Postgrado de Convergence Science & Technology - Escuela de Postgrado de Odontología - Escuela de Postgrado de Ciencias ambientales | - Escuela de Postgrado de Estudios Internacionales - Escuela de Postgrado de Administración Pública - Escuela de Postgrado de Salud pública - Facultad de Derecho - Escuela Médica |

## Reputación

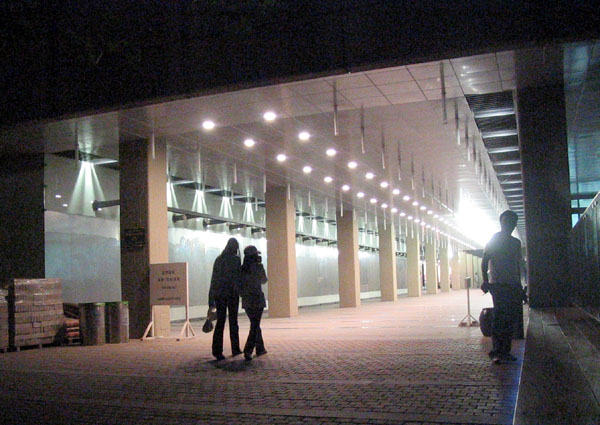
La biblioteca central

La clasificación académica de universidades de QS, la classement de Shanghai y la Times Higher Education World University Rankings:
| Año  | QS  | Shanghái  | THE  |
| ---- | --- | --------- | ---- |
| 2011 | 42. | 102.-150. | 109. |
| 2012 | 37. | 101.-150. | 124. |
| 2013 | 35. | 101.-150. | 59.  |
| 2014 |     |           | 44.  |

## Antiguos célebres alumnos e ilustres maestros

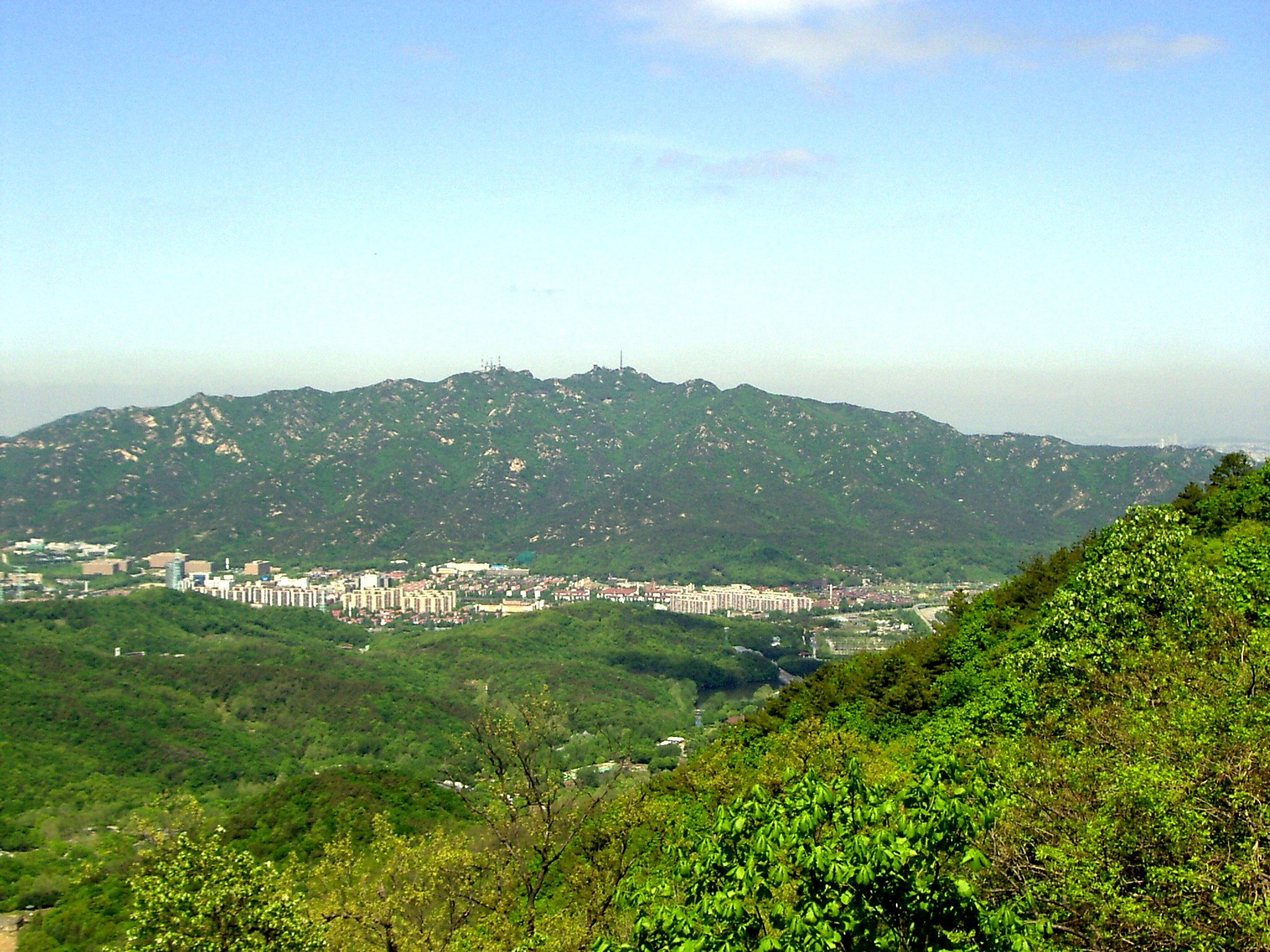
Montaña Gwanak con una altura de 632 metros
que circunda la Universidad Nacional de Seúl

### Alumnado
Ban Ki-moon, Unsuk Chin, Sumi Jo, Kim Young Sam, Lee Jong-wook, Min hyun sik, Yi Munyol

### Profesorado
- Paul Crutzen, químico, Premio Nobel de Química 1995
- Han Seung-soo, economista, 56.º Presidente de la Asamblea General de la ONU
- Heisuke Hironaka,  matemático, Medalla Fields 1970
- Ko Un, poeta
- Thomas J. Sargent, macroeconomista, Premio en Ciencias Económicas en memoria de Alfred Nobel 2011